# Drobacia banatica
Drobacia banatica е вид коремоного от семейство Helicidae.

## Разпространение
Видът е разпространен в Румъния, Украйна и Унгария. Внесен е в Германия.